# 극소용돌이
극소용돌이(極 - , polar vortex)는 지속적인 대규모 폭풍(사이클론)으로 지구의 남북극 근처 대류권 중상부와 성층권에 위치하고, 북극의 고기압을 둘러싸며 극전방의 일부이다. 소용돌이는 반구의 겨울에 가장 강력하다.
겨울에는 온도 구배가 급격하며 여름에는 약화되거나 사라진다.
남극의 극소용돌이는 더욱 현저하며 지속적이다. 이것은 북반구의 고위도에 육지가 많이 분포하는 것이 소용돌이를 부시는 로스비 파동을 유발하기 때문이다.
한편 남반구에서는 소용돌이는 방해가 적다. 북극 소용돌이는 길게 늘여진 형태이며 두개의 중심을 지니는데 캐나다의 배핀섬과 시베리아의 북부에 위치한다.
다른 천체도 극소용돌이를 지니는데 금성은 한 극에 두개의 극소용돌이가있으며 화성, 목성, 토성 그리고 토성의 달 타이탄에도 극소용돌이가 있다.

## 같이 보기
- 북극진동
- 제트 기류